# O.R.B.
O.R.B. (The Original Rudeboys) sind eine 2011 gegründete irische Hip-Hop-Band bestehend aus Seán Arkins, Robert Burch und Seán Walsh. Die Band musiziert rein akustisch, die Vocals werden begleitet von Gitarre und Ukulele. Ihr Stil wurde als Mischung zwischen Hip-Hop und Indie beschrieben.

## Bandgeschichte

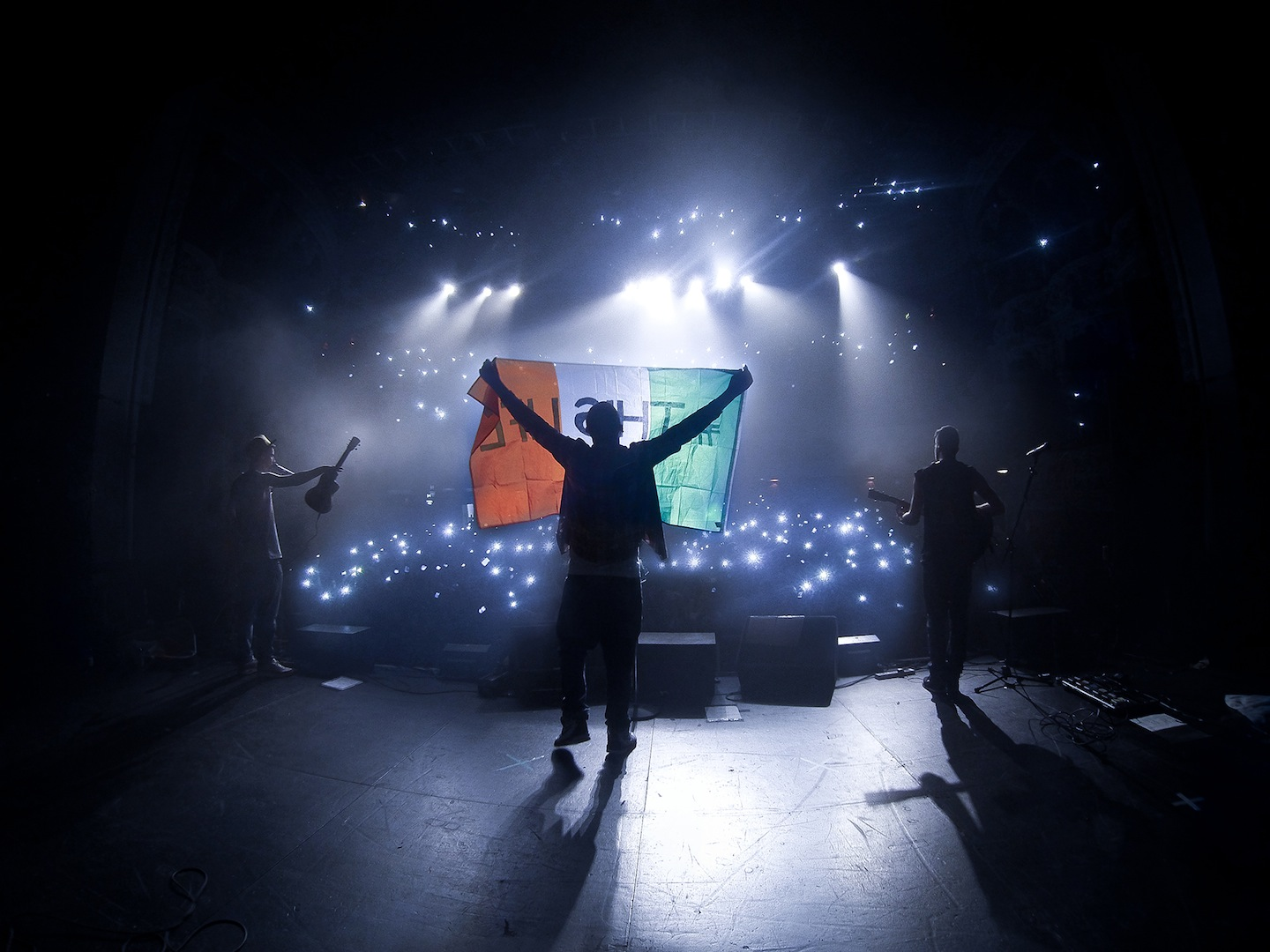
The Original Rudeboys live im Olympia in Dublin im Jahr 2012

Die drei Bandmitglieder wuchsen zusammen in Dublin auf und besuchten dieselbe Schule, gingen jedoch zunächst musikalisch eigene Wege. Die Band formierte sich im März 2011 nach einem Treffen bei einem gemeinsamen Freund.
Ihren bisher größten Erfolg erreichte die Band mit dem im Frühjahr 2012 herausgegebenen Album This Life. Das Album kam auf Platz 3 der irischen Charts. Die Single Stars in My Eyes erreichte im Jahr 2011 Platz 18 in den irischen Single-Charts, Never Gonna Walk Away im Jahr 2013 Platz 9. Im Jahre 2014 erschien ihr zweites Studioalbum All We Are. Es erreichte Platz 2 der irischen Charts.

## Diskografie
Alben
- This Life (2012)
- All We Are (2014)

Lieder
- Stars in My Eyes (2011)
- Travelling Man (2012)
- Written Songs (2012)
- Blue Eyes (2012)
- Never Gonna Walk Away (2013)
- Last of a Nation (2014)
- Feel It in Your Soul (2014)